# Philibert Babou
Philibert Babou (asi 1484–1557) byl kryptograf a ministr financí Františka I. V roce 1520 byl starostou města Tours, v roce 1523 byl jmenován správcem pokladny (trésorier) s pravomocemi shromažďovat a rozdělovat peníze z králových příjmů. Jeho syn Jean Babou se stal velitelem dělostřelectva.
František I. Francouzský měl jeho manželku Marii Gaudinovou jako jednu ze svých mnoha milenek a od roku 1520 pro ni nechal stavět zámek de la Bourdaisière.